# Ченгич, Горан
Горан Ченгич (сербохорв. Goran Čengić; 1946, Сараево — 14 июня 1992, там же) — югославский гандболист, игрок клубов «Босна», «Млада Босна», «Црвена Звезда» и сборной Югославии. Погиб в 1992 году, защищая своего соседа Хуснию Черимагича от бандитов.

## Биография

### Семья
Родился в Сараеве в 1946 году. Старший из трёх сыновей в семье: у него были младшие братья Родолюб (р. 1956) и Игорь (1958—?). Крёстным отцом Родолюба был Родолюб Чолакович. Отец — Ферид Ченгич, партизан Народно-освободительной войны Югославии, был членом Сараевского городского совета, в 1947—1948 годах был мэром Сараева. Отсидел 7 лет в тюрьме Голи-Оток за антигосударственную деятельность: по официальной версии, отказался готовить доносы на своих соратников по партии.
Мать — Наташа Ченгич (в девичестве Зимоньич), также партизанка, происходила родом из королевской семьи Черногории. Её прадедом был Богдан Зимоньич, поп и воевода гатацкий. Брат деда Наташи, митрополит Сербской православной церкви Петр, был в 1941 году убит усташами и позже канонизирован Сербской православной церковью. Сестра Наташи, Ксения, была секретарём Иосипа Броза Тито и погибла в 1943 году от рук четников на Маевице; брат Стеван был членом белградского партизанского подполья, повешен оккупационной полицией Сербии, лояльной Милану Недичу, за трое суток до освобождения Белграда. Дядя Горана, Миодраг Ковачич, спасал боснийских крестьян и партизан от расправы со стороны четников в Гацко (стал прототипом одного из героев югославского телесериала «Списанные»).
Горан был женат, воспитал сыновей Владимира и Срджана.

### Карьера
Карьеру игрока начал в возрасте 17 лет, играя за команду «Босна» и завоевав с ней кубок Югославии. Играл также за клубы «Млада Босна» (ныне — «Железничар») и «Црвена звезда», привлекался в сборную Югославии по гандболу. По словам одноклубника Горана, Гордана Жигича, Ченгич отличался сильными качествами не только на площадке, но и вне площадки; также его мать рассказывала, что Горан одинаково хорошо относился к людям любых национальностей, помогая им по мере необходимости.
Ченгич окончил академию искусств Сараевского университета.

### Гибель
14 июня 1992 года Ченгич вышел из своей квартиры в Сараево, чтобы помочь своему соседу, профессору Хуснии Черимагичу, кавалеру звезды Карагеоргия. Профессора пыталась похитить банда Веселина «Батко» Влаховича, известного среди боснийцев как «монстр из Грбавицы». Влахович расправлялся с жителями сараевских районов Грбавица, Ковачичи и Враца: его банда «белых ангелов» хватала стариков, женщин и юношей, вывозила из дома и потом убивала. Влахович носил с собой список потенциальных жертв, и в нём не было семьи Ченгичей.
Когда Горан Ченгич выскочил из квартиры и увидел, как бандиты уводят Черимагича, то закричал: «Что вы делаете с этим человеком, что он вам сделал!» (сербохорв. Šta radite sa tim čovjekom, šta vam on smeta!), Влахович в ответ воскликнул: «О, тогда и ты нам нужен» (сербохорв. E, taman nam i ti trebaš). Супруга Горана и её дети находились в это время в Белграде, и Горан обещал скоро вернуться. Однако Горана и Хуснию забрали люди Влаховича, а затем выстрелили в обоих и отвезли тела на свалку. Если Черимагич был убит на месте, то Горан умирал два дня: убийца, вернувшись на свалку, добил Горана контрольным выстрелом. Через девять лет тело Горана обнаружили у горы Требевич и только затем похоронили его. Батко был позже арестован в Испании и предстал перед судом Боснии.

### Память
В 2013 году посмертно по решению общественной организации «Гариво» Ченгич был награждён премией «Душко Кондор» за проявленное мужество. С 2006 года проводится ежегодный гандбольный мемориал имени Горана Ченгича, однако представители общественности в настоящее время требуют увековечить имя Ченгича в названии какой-либо улицы в Сараево.
В 2021 году имя Ченгича было присвоено спортивному комплексу в Грбавице.